# Joep Delnoye
Joseph Willem (Joep) Delnoye (30 augustus 1934 - 10 april 2023) was een Nederlandse atleet, die was gespecialiseerd in de middellange en lange afstand. Hij werd tweemaal Nederlands kampioen op de 1500 m, vijfmaal op de 5000 m, eenmaal op de 10.000 m en eenmaal bij het veldlopen. Ook vertegenwoordigde hij Nederland op de Europese kampioenschappen in 1958 in Stockholm. Hierbij kwam uit op de 5000 m en sneuvelde in de series met een tijd van 14.18,4. 
Delnoye, die in 1953 op negentienjarige leeftijd met atletiek begon, was in zijn actieve tijd aangesloten bij Kimbria. Zijn dochter Rita Delnoye deed ook aan hardlopen.

## Nederlandse kampioenschappen
| Onderdeel | Jaar                         |
| --------- | ---------------------------- |
| 1500 m    | 1957, 1959                   |
| 5000 m    | 1958, 1959, 1960, 1961, 1962 |
| 10.000 m  | 1964                         |
| veldlopen | 1963                         |

## Persoonlijke records
| Onderdeel   | Prestatie       | Datum           | Plaats  |
| ----------- | --------------- | --------------- | ------- |
| 800 m       | 1.54,7          | 1957            |         |
| 1500 m      | 3.50,1          | 1958            |         |
| 3000 m      | 8.07,8 (ex-NR)  | 1 juli 1959     | Keulen  |
| 2 Eng. mijl | 8.52,2 (ex-NR)  | 1 augustus 1959 | Glasgow |
| 5000 m      | 14.11,0 (ex-NR) | 9 juli 1958     | Keulen  |
| 10.000 m    | 29.58,6         | 27 juni 1963    | Oslo    |

## Palmares

### 1500 m
- 1959:  NK - 3.52,3

### 5000 m
- 1958:  NK - 14.38,6
- 1959:  NK - 15.20,3
- 1960:  NK - 14.58,6
- 1961:  NK - 14.41,4
- 1962:  NK - 14.39,0

### 10.000 m
- 1964:  NK - 30.50,2

### veldlopen
- 1963:  NK - 30.22,1